# Atout Cœur (jeu télévisé)
Pour les articles homonymes, voir Atout Cœur.
Atout Cœur est un jeu de la télévision française sur le couple présenté chaque midi sur TF1 par Patrick Sabatier du 6 septembre 1982 au 29 juin 1984.
Chaque jour du lundi au jeudi, un couple racontait de quelle façon ils s'étaient rencontrés. Le vendredi, les téléspectateurs votaient pour élire lequel des quatre couples de la semaine avait eu la rencontre la plus amusante.

## Animateurs et animatrices

### Les présentateurs
- Du 6 septembre 1982 au 29 juin 1984 : Patrick Sabatier